# Histurodes
Histurodes is een geslacht van vlinders van de familie bladrollers (Tortricidae).

## Soorten
- H. costaricana Razowski, 1984
- H. taetera Razowski, 1984